# Musée olympique
Musée olympique är ett schweiziskt museum i Lausanne, vilket visar utställningar som har att göra med Olympiska spelen.
Museet har över 10.000 föremål och är därmed det största arkivet för olympiadmemorabilia och är också en av staden Lausannes största turistattraktioner. Det drar över 250.000 besökare per år.
Musée olympique, med skulpturträdgården utanför, ligger i Ouchy i Lausanne, medan Olympiakommitténs huvudkontor ligger i Vidy, väster om  Ouchy. Museet grundades 1993 på initiativ av olympiska kommtténs dåvarande ordförande Juan Antonio Samaranch. Det ritades av den mexikanske arkitekten Pedro Ramírez Vázquez och Jean-Pierre Cahen. Museet har efter en revovering 2012-13 en utställningsyta på 3.000 kvadratmeter.
Museet fick 1995 priset European Museum of the Year Award.
Museet ligger i en park med konstverk på idrottstema. Bland de mest kända verken märks verk av Auguste Rodin (serien Den amerikanske atleten), Niki de Saint Phalle (Les Footballeurs), Lucien Wercollier,  Fernando Botero (Jeune Fille a la Balle)  och Jean Tinguely.

## Fotogalleri

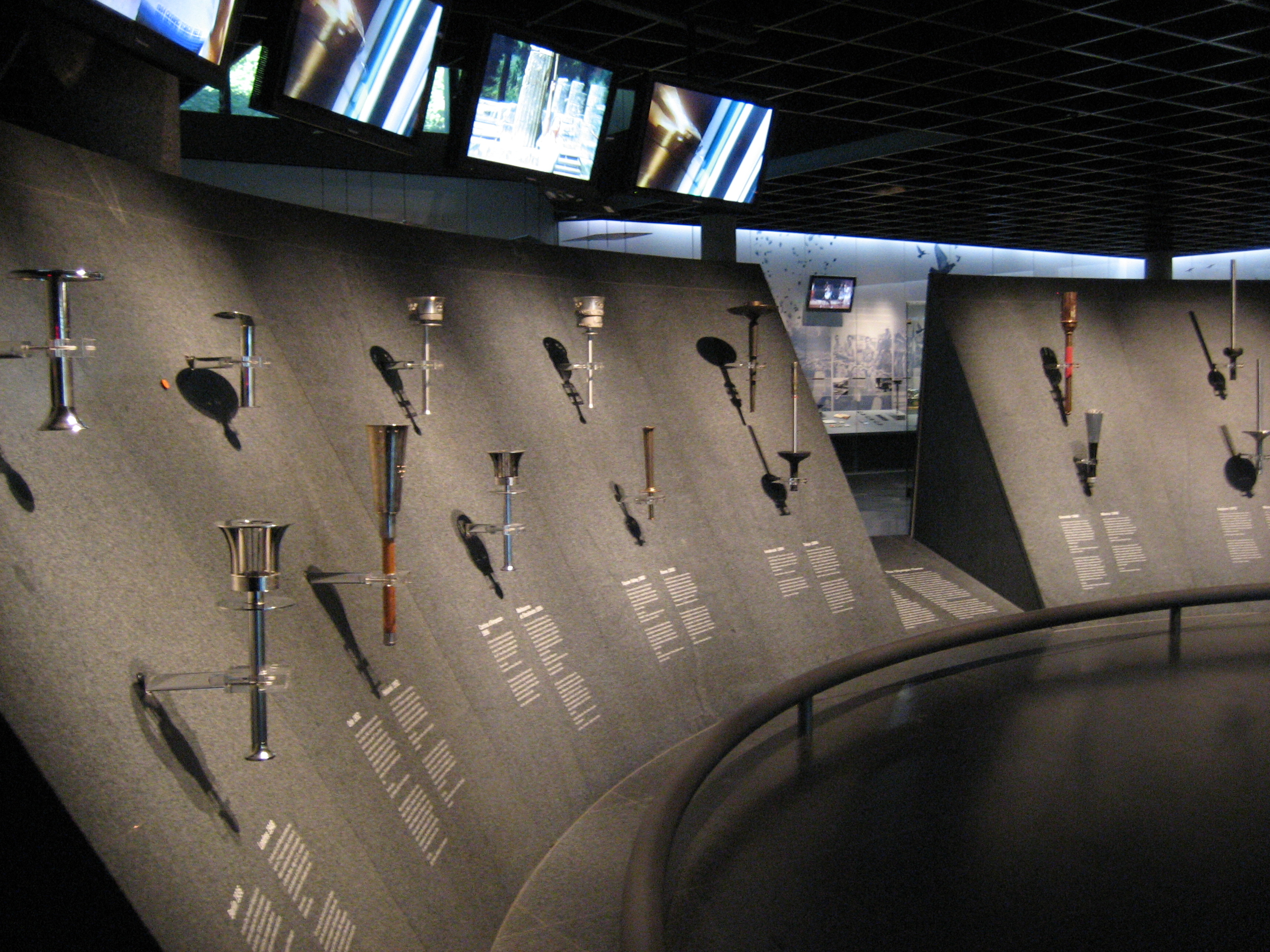
Olympiska elden i museet (fotot taget för ombyggnad av museet)
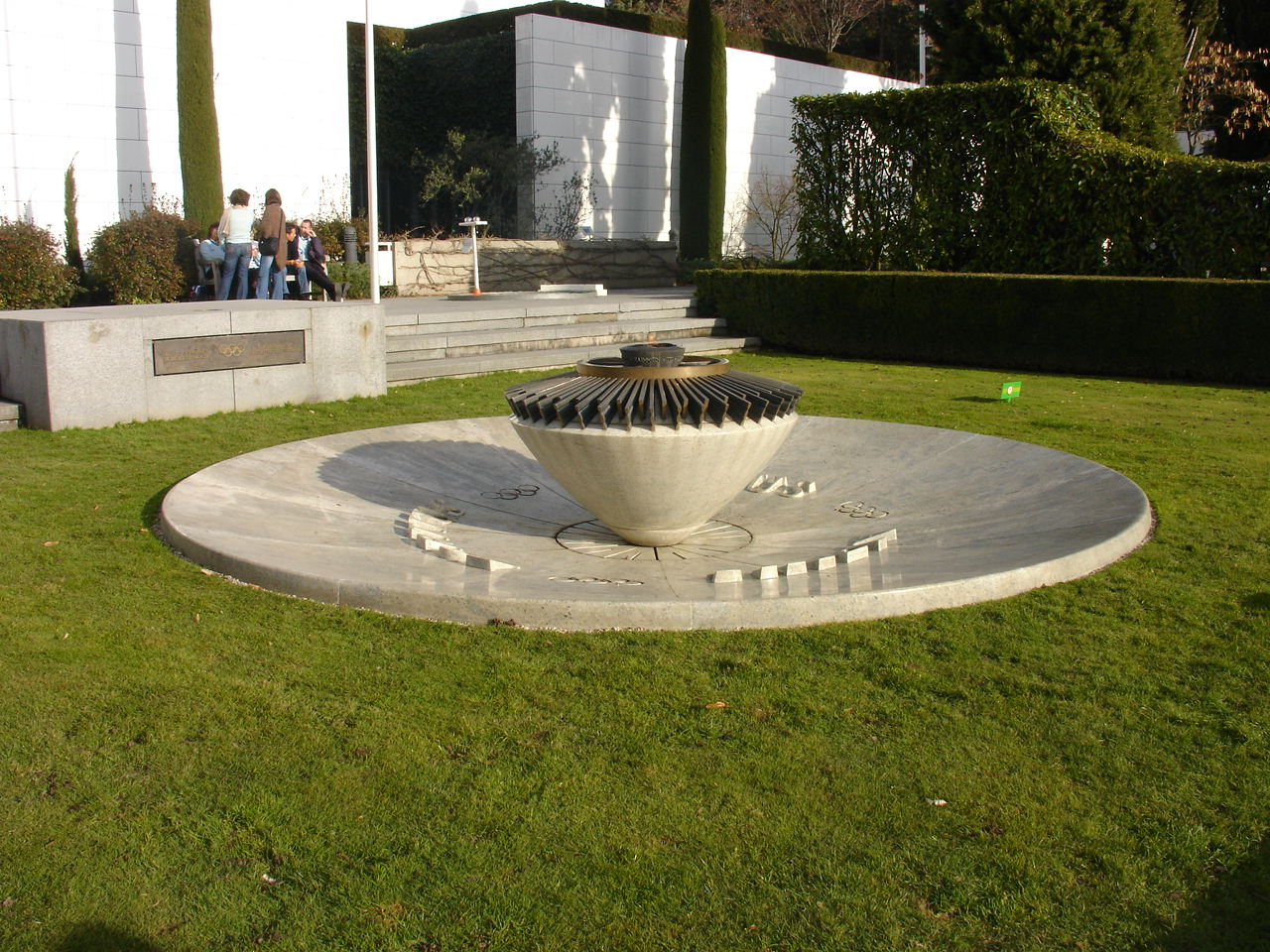
Den olympiska elden
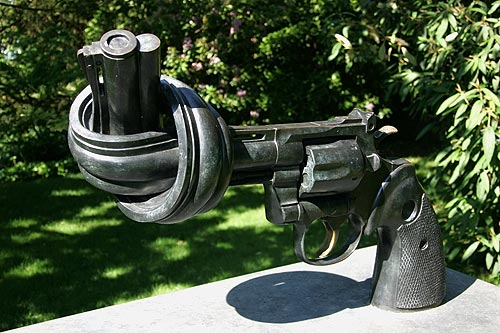
Skulptur i Olympiska parken
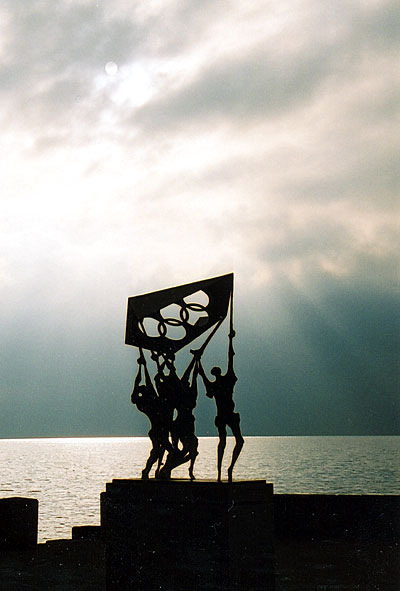
Skulptur framför museet, på stranden av Genèvesjön
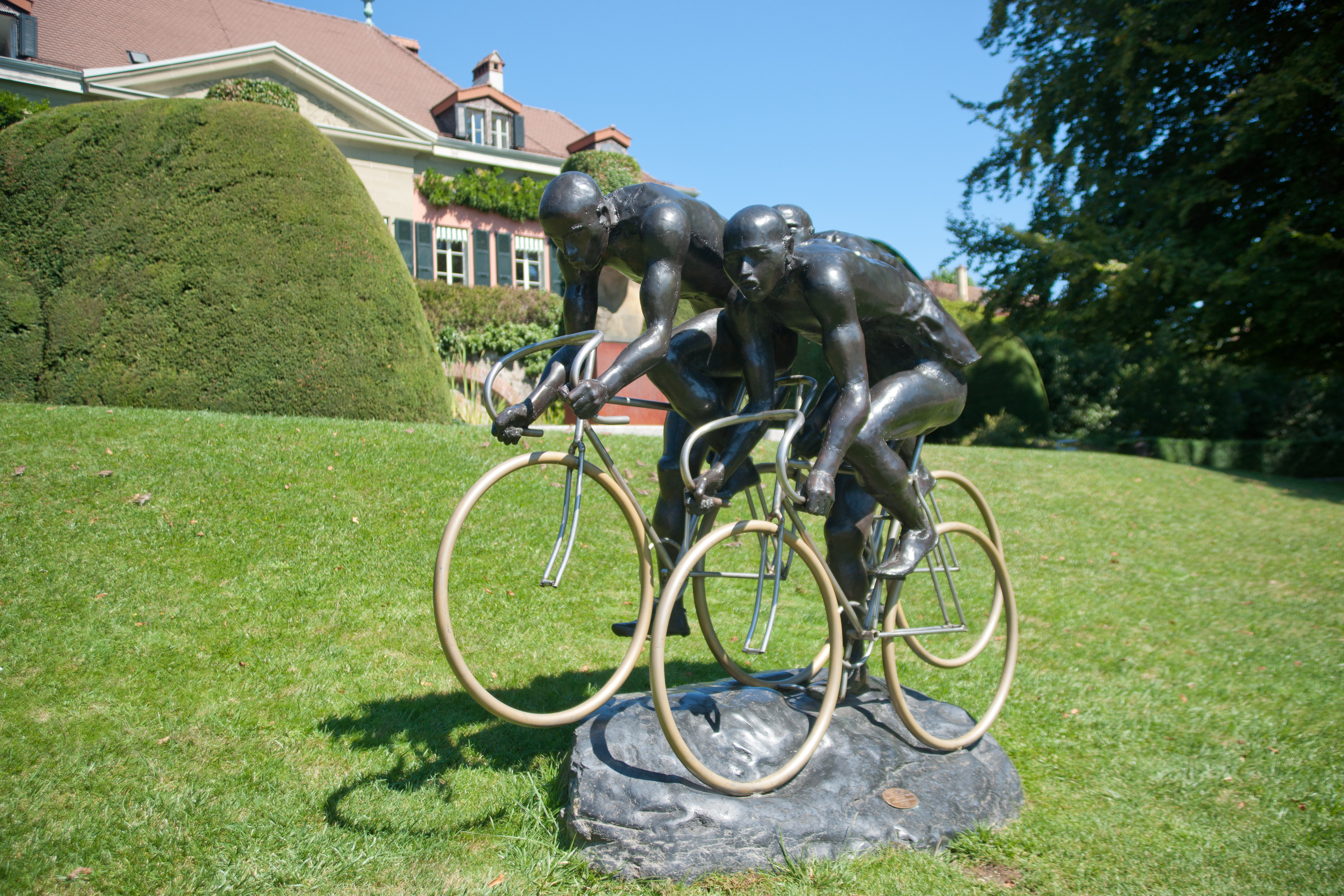
Cyclistes, skulptur av Gabor Mihaly